# Якутские епархиальные ведомости
«Якутские епархиальные ведомости» — религиозный журнал, официальное издание Якутской и Ленской епархии Русской православной церкви. Выходит один раз в квартал. Главной целевой аудиторией являются православное христиане Якутии. Тираж — 2 000 экземпляров. В дореволюционный период издания журнал имел два отдела — официальный и неофициальный. Выходил два раза в месяц. Первое периодическое печатное издание, где печатались материалы на якутском языке.

## История
По ходатайству и инициативе епископа Иакова (Домского) Указом Святейшего Синода от 22 сентября (4 октября) 1884 года было разрешено издавать в Якутске «Якутские епархиальные ведомости», «как лучший проводник христианской религии для местных инородцев, разбросанных по обширной территории Якутской епархии».

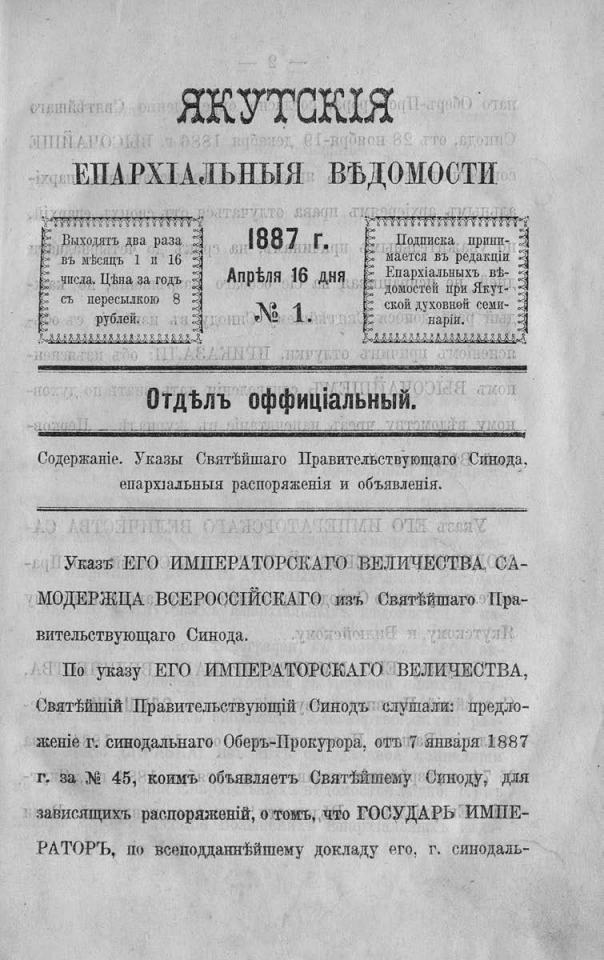

Ввиду необустроенности местной типографии, после уничтожения её пожаром в 1879 году, первый номер «Якутских епархиальных ведомостей» вышел лишь 16 (28) апреля 1887 года. В дальнейшем выходил с периодичностью два раза в месяц тиражом 250 экземпляров объёмом в один печатный лист, книжного формата.
Публиковались материалы о миссионерской и пастырской деятельности, статьи духовно-нравственного содержания, проповеди, отчёты и материалы епархиальных структур, пастырская деятельность и т. д. По публикациям в журнале можно проследить историю православия в Якутии. В журнале помещались также тексты на якутском языке. Впоследствии на страницах «Якутских епархиальных ведомостей» периодически стали появляться статьи, рецензии о якутских переводах, о качестве и авторах переводов.
1 января 1918 года, по решению собрания духовенства Якутской епархии, название журнала было изменено на «Голос якутской церкви».
9 марта 1920 года на основании решения военно-революционного штаба Красной Армии издание журнала прекращено.
В сентябре 2012 года, по благословению епископа Якутского и Ленского Романа (Лукина), издание журнала возобновлено в формате дайджеста.

## Редакторы
- протоиерей Стефан Добротворский (1884—1888)
- архимандрит Иоанникий (Надеждин) (1988—1891)
- Николай Петрович Трусковский (январь — август 1892)
- архимандрит Стефан (1892—1895)
- протоиерей Фёдор Стуков (1895—1899)
- Прокопий Прокопьевич Явловский (15 июня 1900 — 1 февраля 1906)
- протоиерей Алексей Берденников (1906—1913)
- протоиерей Александр Охлопков (1914—1916)
- Николай Николаевич Москвин (1916—1917) и. о.
- П.[уточнить] Булгаков (упом. 1917)
- Ярослава Попович (с 2012 года)